# 邢宇
邢宇（1991年3月12日—），中国男子射箭運動員。

## 簡介
邢宇从小在北京石景山长大，10岁开始练习射箭。
2012年3月，邢宇在广州黄村进行的奥运会选拔赛中，以破全国纪录的成绩排名第一入选倫敦奥运阵容；虽然他是队中年龄最小的队员，但担负着队长的重任。一星期後，他便參加射箭世界杯上海站比赛，跟同為新人的隊友戴小祥和刘招武出戰男子團體賽事。最終，中国队以2分之差惜败於澳大利亚，但就取得了224分总分的成绩，這比中国队在北京奥运会贏得铜牌成绩还要高。
2012年7月，邢宇代表中国出戰英國倫敦舉行的奥林匹克运动会射箭比賽男子個人和男子團體賽事。在個人賽中，邢宇在排名赛以673环排名第13，在接下的32強赛中对戰名列第52位、德国选手梅尔，最终以总分6-0将对手淘汰出局。他在16強赛的对手是世界排名第五、马来西亚的默哈默德，雙方勢均力敵，在戰成5-5後須最后加赛；結果邢宇打出9环，默哈默德也打出9环，但是默哈默德的一箭更接近靶心，因此在加赛中胜出得到宝贵1分，总分6-5将邢宇淘汰出局。
2016年8月，邢宇代表中国出战巴西里约热内卢举行的奥林匹克运动会射箭比赛男子個人和男子團體赛事。在男子团体铜牌赛中，邢宇和其他两名队友以2-6的比分输给澳大利亚队，获得第四名。